# Герб Снігурівки
Герб Снігурі́вки затверджений 8 червня 2001 р. рішенням сесії Снігурівської міської ради.

## Опис
Щит перетятий. На першій лазуровій частині золота галера на срібній хвилі, над якою золота митра, покладена на митрополичі посох і жезл у косий хрест. На нижній зеленій частині лазуровий стовп, облямований золотими нитяними мурованими бордюрами; у правій частині — золота мурована башта, в лівій — золотий сніп пшениці.